# パース・ナクン
パース・ナクン・スクレイ（タイ語: เพิร์ธ นคุณ สเกร、1994年7月6日 - ）は、タイの俳優。オーストラリア西オーストラリア州パース出身。2023年8月より日本の芸能事務所・ホリプロに所属し、パース・ナクン名義で活動。愛称はパース。

## 来歴
- 1994年、オーストラリア西オーストラリア州にてオーストラリア人の父とタイ人の母との間に誕生。同地にて19歳まで過ごす。西オーストラリア大学中退後、タイのアサンプション大学に入学し、卒業。[4]。
- 2014年、家族と共に母の出身国であるタイに移住。芸能活動を開始する。当初はタイ語がまだ堪能ではなかったため、セリフの少ない端役や外国人の役を与えられることが多かった[4]。同年『Hormones The Next Gen』に出演。
- 2015年、タイの人気女性誌『CLEO ThailandMagazine』が主宰する美男子コンテスト「50 Most Eligible Bachelors 2015」にエントリーした[5][6]。モデルとしての人気も高く、大手企業の広告やCMに起用される。
- 2020年、テレビドラマ『My Engineer〜華麗なる工学部〜』でRam役を務める。2021年3月、U-NEXTにて配信が開始され、日本でも多くのファンを獲得する。
- 2022年、大人気ドラマ『KinnPorsche The Series』でマフィアのボディーガード・Ken役を務める。ドラマ終了後、バンコクを皮切りとしたアジアツアーでマニラ、シンガポール、ソウル、台北、香港を周り、多くのファンに迎え入れられる。Instagramのフォロワー数が100万人を突破した。
- 2023年8月8日、日本の芸能プロダクション「ホリプロ」への所属を発表[7]。

## 人物
- オーストラリアで生まれ育ったこともあり、母語は英語。他にタイ語、日本語で話せる。英名はStewart。愛称のパースは出身地に由来[4]。
- 趣味：日本の漫画を読むこと、アニメを見ること、筋力トレーニング、コンピューターゲームプレイ、映画鑑賞。特技：バレーボール、ピアノ演奏。
- 幼少期より日本のアニメや漫画に親しんでいた。『NARUTO』『ドラゴンボール』『美少女戦士セーラームーン』などのアニメに夢中になり、やがて「原作を日本語原文で読みたい」「アニメ化されていない漫画作品を読んでみたい」と思いが募り、大学では日本語を専攻する[8][9]。日本のテレビドラマも好きである。『1リットルの涙』は特に胸を打つ作品であったと語っている[4]。

## 出演

### テレビドラマ

#### タイ
| 年   | 作品名                        | 役名        | 役どころ |
| ---- | ----------------------------- | ----------- | -------- |
| 2020 | My Engineer〜華麗なる工学部〜 | ラム        | 助演     |
| 2021 | Y-Destiny                     | Tir         | 助演     |
| 2022 | Cutie Pie                     | Gamini(Jay) | 助演     |
| 2022 | KinnPorsche                   | ケン        | 助演     |
| 2023 | Cutie Pie 2 You               | Gamini(Jay) | 助演     |

#### 日本
- スパイめし〜異国グルメ潜入記〜 第3話 - 最終話（2023年11月18日 - 12月9日、チャンネルNECO） - クリス・マスティアナン 役[13]
- パティスリーMON（2024年1月11日 - 3月28日、テレビ東京） - 梅田レオン 役[14]
- 僕のあざとい元カノ from あざとくて何が悪いの?（2025年1月24日 - 3月7日、テレビ朝日） - レッナイ 役[15]
- イグナイト -法の無法者- 第3話（2025年5月2日、TBS系） - クオン 役[16]
- 浅草ラスボスおばあちゃん 第5話（2025年8月2日、東海テレビ・フジテレビ） - アンディ / ダグラス・カーター 役[17]

### ミュージカル
| 年   | タイトル                                         | 役名 | 備考   |
| ---- | ------------------------------------------------ | ---- | ------ |
| 2023 | ミュージカル『新テニスの王子様』The Third Stage  | Q・P | [ 18 ] |
| 2024 | ミュージカル『新テニスの王子様』The Fourth Stage | Q・P | [ 19 ] |

### テレビ番組
- 午前0時の森（2023年1月17日・2月7日・2024年3月11日、日本テレビ）
- 5時に夢中!（2023年9月19日、TOKYO MX）
- ぽかぽか（2023年9月21日、フジテレビ）
- あにレコTV（2023年10月2日、テレビ東京）
- サワディー、パース・ナクンです〜大人気タイ俳優に密着〜【前・後編】（2023年11月19日・25日、チャンネルNECO）[20]
- あざとくて何が悪いの 年越しSP（2023年12月31日、テレビ朝日） - VTR出演

### ラジオ
- 垣花正 あなたとハッピー!（2022年12月8日[9]、2023年9月25日、2025年3月27日、ニッポン放送）
- 古家正亨のPOP★A（2024年4月18日、NHKラジオ第1放送）
- 思いを伝えるタイ語（2024年8月12日 - 16日〈全5回〉、NHKラジオ第2放送）

### 映画
- プロジェクト・カグヤ（2025年10月31日公開予定） - 神澤ロータ 役[21]

### 配信
- ミュージカル『テニスの王子様』20周年記念特別番組 ｢テニミュ通信｣ 第2回（2023年12月25日） - VTR出演

### その他
- BOYS MEETING from Thailand（2024年3月1日 - 、メディアシーク）※ブラウザゲーム

タイの俳優を起用したデジタルコンテンツ

## ディスコグラフィー
| 年   | タイトル                   | アーティスト | 備考                        |
| ---- | -------------------------- | ------------ | --------------------------- |
| 2023 | ส่งตรงจากหัวใจ Love Delivery |              | 「Mission Fan-Possible」OST |

## イベント
- 第23回タイフェスティバル東京2023（2023年5月20日・21日、代々木公園イベント広場） - ステージ司会[23]
- 垣花正あなたとハッピー！ おかげさまで15周年 大感謝祭!!〜あやういデカ〜（2023年6月24日、東京国際フォーラム ホールA） - ゲスト（来日直前に発熱したためタイから映像中継にて出演）[24]
- 抱きしめタイ！〈ฉันอยากจะกอดคุณ/チャンヤークチャコートクン〉（2023年8月26日、等々力陸上競技場） - トークショー及び始球式ゲスト[25][26]
- 鮎川太陽 33rd Birthday Event 〜白馬の王子様？王子な白馬様？〜（2024年1月27日、心斎橋PARCO SPACE14）- ゲスト
- Horipro Actors Live 〜episode3〜（2024年2月17日、Zepp DiverCity）
- Perth Nakhun Fan Event「パースのパパパパースランド」（2023年9月18日 → 2024年2月25日、恵比寿ガーデンルーム）[27][28][注釈 1]
- ミュージカル『新テニスの王子様』The Third Stage BD/DVD発売記念イベント（2024年4月14日）
- HADO ACTORS CUP Vol.10 Grand Champion Match（2024年4月24日、なかのZERO）
- 第24回タイフェスティバル東京（2024年5月11日・12日、代々木公園イベント広場） - ステージ司会
- パースのあらら！アラサーランド（2024年7月7日、BATUR TOKYO）
- MEEN PING To My Dear FAN MEETING in JAPAN（2024年7月21日、秋川キララホール） - MC
- パース・ナクン1st写真集 Sunny 発売記念イベント[30]
  - 先行イベント・特典お渡し会（2025年2月15日、HMV&BOOKS SHIBUYA）
  - オンライントーク会（2025年4月6日）
  - 発売記念イベント・特典お渡し会（2025年4月12日、HMVエソラ池袋）

## 書籍

### 写真集
- パース・ナクン1st写真集 Sunny（2025年3月28日、KADOKAWA）ISBN 978-4-04897-812-5[31][32]